# Subcategoría
En matemática, una subcategoría de una categoría C es un subconjunto de los morfismos que es cerrado por composición y contiene todos los morfismos identidad. Una subcategoría es por completo ("full") si para cada par ordenado de sus morfismos identidad, contiene cada morfismo de C entre los objetos correspondientes.
- Datos: Q541563